# Opanassenkovius verrucosus
Opanassenkovius verrucosus là một loài bọ cánh cứng trong họ Attelabidae. Loài này được Pascoe miêu tả khoa học năm 1881.